# Algirdas Balčytis
Algirdas Balčytis (* 9. März 1948 in Ramuva bei Žemaičių Naumiestis, Rajon Šilutė; † 7. November 2016) ist ein litauischer Politiker.

## Leben
Er absolvierte Polytechnikum in Klaipėda und 1984 das Diplomstudium des Bauingenieurwesens am Vilniaus inžinerinis statybos institutas.
1984 arbeitete er in Šilutė, von 1990 bis 1991 war er und ab 2012 ist er stellv. Bürgermeister der Rajongemeinde Šilutė, von 1991 bis 1995 und von 2000 bis 2001 Bürgermeister von Šilutė.
Ab 1999 war er Mitglied von Naujoji sąjunga.
Er ist verheiratet. Mit Frau Elvyra hat er den Sohn Varūnas und die Töchtern Loreta und Eglė.

## Quelle
- 2008 m. Lietuvos Respublikos Seimo rinkimai - Naujoji sąjunga (socialliberalai) - Iškelti kandidatai (Memento vom 16. Dezember 2013 im Internet Archive)

| Personendaten    | Personendaten                                |
| ---------------- | -------------------------------------------- |
| NAME             | Balčytis, Algirdas                           |
| KURZBESCHREIBUNG | litauischer Politiker                        |
| GEBURTSDATUM     | 9. März 1948                                 |
| GEBURTSORT       | Ramuva bei Žemaičių Naumiestis, Rajon Šilutė |
| STERBEDATUM      | 7. November 2016                             |